# Вокер Циммерман
Вокер Циммерман (англ. Walker Zimmerman; нар. 19 травня 1993, Лоренсвілл) — американський футболіст, захисник клубу «Нашвілл» та національної збірної США.
Виступав, зокрема, за клуби «Даллас» та «Лос-Анджелес».
У складі збірної — володар Золотого кубка КОНКАКАФ.

## Клубна кар'єра
У дорослому футболі дебютував 2013 року виступами за команду «Даллас», у якій провів чотири сезони, взявши участь у 80 матчах чемпіонату.
Своєю грою за цю команду привернув увагу представників тренерського штабу клубу «Лос-Анджелес», до складу якого приєднався 2018 року. Відіграв за команду з Лос-Анджелеса наступний сезон своєї ігрової кар'єри. Більшість часу, проведеного у складі «Лос-Анджелеса», був основним гравцем захисту команди.
До складу клубу «Нашвілл» приєднався 2020 року. Станом на 3 квітня 2022 року відіграв за команду з Нашвілла 70 матчів у національному чемпіонаті.

## Виступи за збірні
У 2010 році дебютував у складі юнацької збірної США (U-18), загалом на юнацькому рівні взяв участь у 3 іграх.
У 2012 році залучався до складу молодіжної збірної США. На молодіжному рівні зіграв в 11 офіційних матчах, забив 2 голи.
У 2017 році дебютував в офіційних матчах у складі національної збірної США.
У складі збірної — учасник розіграшу Золотого кубка КОНКАКАФ 2019 року у трьох країнах, де разом з командою здобув «срібло», розіграшу Золотого кубка КОНКАКАФ 2021 року у США, здобувши того року титул континентального чемпіона, чемпіонату світу 2022 року у Катарі.
| Дата       | Місто                | Господарі  | Результат | Гості                | Турнір                                   | Голи | Примітки |
| ---------- | -------------------- | ---------- | --------- | -------------------- | ---------------------------------------- | ---- | -------- |
| 4-2-2017   | Чаттануга (Теннессі) | США        | 1 – 0     | Ямайка               | товариський матч                         | -    |          |
| 29-1-2018  | Лос-Анджелес         | США        | 0 – 0     | Боснія і Герцеговина | товариський матч                         | -    |          |
| 29-5-2018  | Філадельфія          | США        | 3 – 0     | Болівія              | товариський матч                         | 1    |          |
| 20-11-2018 | Генк                 | Італія     | 1 – 0     | США                  | товариський матч                         | -    |          |
| 28-1-2019  | Фінікс               | США        | 3 – 0     | Панама               | товариський матч                         | 1    |          |
| 2-2-2019   | Сан-Хосе             | США        | 2 – 0     | Коста-Рика           | товариський матч                         | -    | 72'      |
| 9-6-2019   | Цинциннаті           | США        | 0 – 3     | Венесуела            | товариський матч                         | -    | 46' 48'  |
| 19-6-2019  | Сент-Пол (Міннесота) | США        | 4 – 0     | Гаяна                | Кубок КОНКАКАФ 2019 - 1-й етап           | -    |          |
| 23-6-2019  | Клівленд             | США        | 6 – 0     | Тринідад і Тобаго    | Кубок КОНКАКАФ 2019 - 1-й етап           | -    |          |
| 30-6-2019  | Філадельфія          | США        | 1 – 0     | Кюрасао              | Кубок КОНКАКАФ 2019 - чвертьфінал        | -    |          |
| 6-9-2019   | Іст-Ратерфорд        | США        | 0 – 3     | Мексика              | товариський матч                         | -    | 58'      |
| 1-2-2020   | Карсон (Каліфорнія)  | США        | 1 – 0     | Коста-Рика           | товариський матч                         | -    |          |
| 9-12-2020  | Маямі                | США        | 6 – 0     | Сальвадор            | товариський матч                         | -    | 83'      |
| 9-6-2021   | Санді                | США        | 4 – 0     | Коста-Рика           | товариський матч                         | -    | 46'      |
| 12-7-2021  | Канзас-Сіті          | США        | 1 – 0     | Гаїті                | Кубок КОНКАКАФ 2021 - 1-й етап           | -    |          |
| 15-7-2021  | Канзас-Сіті          | Мартиніка  | 1 – 6     | США                  | Кубок КОНКАКАФ 2021 - 1-й етап           | -    | кап. 79' |
| 18-7-2021  | Канзас-Сіті          | США        | 1 – 0     | Канада               | Кубок КОНКАКАФ 2021 - 1-й етап           | -    | кап. 15' |
| 7-10-2021  | Остін (Техас)        | США        | 2 – 0     | Ямайка               | Відбір до ЧС 2022                        | -    |          |
| 10-10-2021 | Панама               | Панама     | 1 – 0     | США                  | Відбір до ЧС 2022                        | -    | кап.     |
| 13-10-2021 | Колумбус             | США        | 2 – 1     | Коста-Рика           | Відбір до ЧС 2022                        | -    | 86'      |
| 12-11-2021 | Цинциннаті           | США        | 2 – 0     | Мексика              | Відбір до ЧС 2022                        | -    |          |
| 16-11-2021 | Кінгстон (Ямайка)    | Ямайка     | 1 – 1     | США                  | Відбір до ЧС 2022                        | -    |          |
| 18-12-2021 | Лос-Анджелес         | США        | 1 – 0     | Боснія і Герцеговина | товариський матч                         | -    | кап. 68' |
| 27-1-2022  | Колумбус (Огайо)     | США        | 1 – 0     | Сальвадор            | Відбір до ЧС 2022                        | -    |          |
| 2-2-2022   | Сент-Пол (Міннесота) | США        | 3 – 0     | Гондурас             | Відбір до ЧС 2022                        | 1    | кап.     |
| 24-3-2022  | Мехіко               | Мексика    | 0 – 0     | США                  | Відбір до ЧС 2022                        | -    |          |
| 27-3-2022  | Орландо              | США        | 5 – 1     | Панама               | Відбір до ЧС 2022                        | -    |          |
| 30-3-2022  | Сан-Хосе             | Коста-Рика | 2 – 0     | США                  | Відбір до ЧС 2022                        | -    | кап.     |
| 2-6-2022   | Цинциннаті           | США        | 3 – 0     | Марокко              | товариський матч                         | -    | 46'      |
| 5-6-2022   | Канзас-Сіті          | США        | 0 – 0     | Уругвай              | товариський матч                         | -    |          |
| 11-6-2022  | Остін (Техас)        | США        | 5 – 0     | Гренада              | Ліга націй КОНКАКАФ 2022-2023 - 1-й етап | -    | 46'      |
| 23-9-2022  | Дюссельдорф          | Японія     | 2 – 0     | США                  | товариський матч                         | -    |          |
| Усього     |                      | Матчів     | 32        |                      | Голів                                    | 3    |          |

## Титули і досягнення

### Командні
- Володар Золотого кубка КОНКАКАФ (1): 2021
- Переможець Ліги націй КОНКАКАФ (1): 2023

### Особисті
- Символічна збірна Чемпіонату MLS: 2019, 2020, 2021, 2022